# Dasychira ochreoguttata
Dasychira ochreoguttata är en fjärilsart som beskrevs av Schultze 1934. Dasychira ochreoguttata ingår i släktet Dasychira och familjen tofsspinnare. Inga underarter finns listade i Catalogue of Life.